# Lavinit. Perlicz i Krupka
Lavinit. Perlicz i Krupka – fabryka wyrobów z lawinitu we Włocławku, działająca w latach 1923–1939.

## Historia

### Zawiązanie spółki
Spółka Lavinit. Perlicz i Krupka została zarejestrowana 23 sierpnia 1923 roku w kancelarii notariusza Ludwika Ulejskiego we Włocławku. Jej założycielami byli Natan (Nachman) Krupka (1867–1931)), współwłaściciel Włocławskich Zakładów Przemysłowych (dawniej Teichfeld i Asterblum) oraz kupiec Baruch-Łazar Perlicz (1869–1930). 
Wcześniej, bo 19 stycznia tego samego roku wspólnicy złożyli w Urzędzie Patentowym Rzeczypospolitej Polskiej opis patentowy wyrobów z lawinitu, stopu metali z domieszką siarki i piasku. Patent ten został zakupiony od niemieckiego przedsiębiorcy Willy'ego Henkera, który ok. 1912 r. założył fabrykę wynalezionego przez siebie lawinitu w Berlinie. Paten Krupki i Perlicza został zarejestrowany 21 września 1926 roku pod nr 5895. Warunkiem patentu był m.in. zakaz produkcji wyrobów poza terenem kraju, prowadzenia drugiej podobnej fabryki lub wchodzenia w spółkę z innymi osobami.
Kapitał zakładowy spółki wynosił 40 tysięcy marek polskich, który przeznaczono na zakup sprzętu i urządzenie fabryki. Wspólnicy wnieśli równy wkład w założenie spółki, czyli wynoszący po 20 tysięcy marek. Odpowiedzialność za podejmowane decyzje także była wspólna, wobec czego miały one zapadać za obopólną zgodą. Księgowość przedsiębiorstwa prowadził Baruch Perlicz. Zyski z prowadzonej działalności były dzielone po równo, przy czym ich część odprowadzano na rzecz Willy'ego Henkera, wynalazcy masy lawinitowej.

### Rozpoczęcie produkcji i rozwój firmy
Fabrykę otworzono przy ul. Rolniczej 6 we Włocławku, w miejscu zamieszkania Perlicza, na terenie działającej w latach 1894-1922 Włocławskiej Fabryki Fajansu „Keramos”. W chwili rozpoczęcia działalności fabryka zatrudniała trzech pracowników i produkowała 20 przedmiotów wg wzorów z katalogu firmy Willy'ego Henkera. Po pięciu latach liczba pracowników wzrosła do 28, zaś oferowanych wzorów do ponad stu. W 1925 r. firmę przeniesiono na działkę nr 752 pod adresem Długa 10b, zakupioną od Mojżesza-Lejba Opatowskiego za 3500 dolarów amerykańskich. W 1929 r. fabryka Lavinit. Perlicz i Krupka zaprezentowała się na Powszechnej Wystawie Krajowej w Poznaniu. W Roczniku Polskiego Przemysłu na 1934 rok firma widnieje pod nazwą „Lavinit”. N. Krupka i B. Perlicz. Włocławska Fabryka Sztucznego Marmuru.

### Schyłek działalności
26 czerwca 1930 r. zmarł współzałożyciel fabryki Baruch Perlicz. Spadkobiercami jego udziałów zostali synowie Aaron Arnold i Samson Perliczowie. Na podstawie pełnomocnictwa sprawami firmy zajmował się Samson Perlicz. Po śmierci Natana Krupki w dn. 7 października 1931 udziały fabryki przeszły wdowę po nim Frajdę zd. Toruńczyk (1867–?), oraz na ich dzieci: Michalinę, późniejszą Idzikowską (1895–1983), Amelię (1897–?), inż. Ludwika (1902–?) i Romę (Romualdę), późniejszą Perec (1906–?). 3 grudnia 1931 roku u notariusza Piotra Walickiego we Włocławku rodzina przekazała pełnomocnictwo do reprezentowania firmy Ludwikowi Krupce, do czasu uregulowania spraw spadkowych. W 1934 r. przedsiębiorstwo zmieniło nazwę na Lavinit. Krupka i Perlicza Spadkobiercy.
Z powodu licznych długów 8 października 1936 roku fabryka została sprzedana za 29 250 złotych braciom Antoniemu i Stanisławowi Górzyńskim. W 1937 r. nazwa firmy została ponownie zmieniona na Zakłady Przemysłowe bracia Górzyńscy. Spółka z o.o.. Pod tą nazwą funkcjonowała do wybuchu wojny w 1939 roku.

## Oferta
W szczytowym momencie rozwoju, firma Lavinit. Perlicz i Krupka oferowała ponad 100 produktów dekoracyjnych z lawinitu wg wzorów opatentowanych przez firmę Willy'ego Henkera: wazony, zegary, patery, lampy i podstawy do nich, popielniczki, lichtarze, figury i żardiniery. Były to wyroby w stylu secesyjnym, historyzującym, art déco i orientalnym. Oprócz tego fabryka oferowała autorskie wyroby nawiązujące do polskiej tradycji narodowej, takie jak popiersia sławnych Polaków (np. Adama Mickiewicza, księcia Józefa Poniatowskiego), szyldy reklamowe i plakiety.